# 紅楼夢賞
紅楼夢賞・世界華文長編小説賞（こうろうむしょう・せかいかもんちょうへんしょうせつしょう）は、香港浸会大学文学部が主催し、香港の実業家・張大朋協賛による、世界中の中国語で書かれた長編小説を対象とした文学賞。賞名の由来は中国の傑作古典小説『紅楼夢』。2年に一度開催される。最優秀賞の賞金は30万香港ドル。

## 受賞作一覧
| 回・年        | 賞         | 受賞・候補者 | 国籍           | 受賞・候補作           | 邦訳                                                                    |
| ------------- | ---------- | ------------ | -------------- | ---------------------- | ----------------------------------------------------------------------- |
| 第1回 2006年  | 最優秀賞   | 賈平凹       | 中国           | 『秦腔』               |                                                                         |
| 第1回 2006年  | 審査員賞   | 董啓章       | 香港           | 『天工開物・栩栩如真』 |                                                                         |
| 第1回 2006年  | 審査員賞   | 陳玉慧       | 台湾           | 『海神家族』           | 白水紀子訳『女神の島』2011年12月 人文書院                               |
| 第1回 2006年  | 審査員賞   | 劉醒龍       | 中国           | 『聖天門口』           |                                                                         |
| 第1回 2006年  | 最終候補作 | 范穏         | 中国           | 『水乳大地』           |                                                                         |
| 第1回 2006年  | 最終候補作 | 寧肯         | 中国           | 『沈黙之門』           |                                                                         |
| 第1回 2006年  | 最終候補作 | 楊志軍       | 中国           | 『蔵獒』               |                                                                         |
| 第2回 2008年  | 最優秀賞   | 莫言         | 中国           | 『生死疲労』           | 吉田富夫訳『転生夢現』2008年2月 中央公論新社                            |
| 第2回 2008年  | 審査員賞   | 董啓章       | 香港           | 『時間繁史・唖瓷之光』 |                                                                         |
| 第2回 2008年  | 審査員賞   | 朱天文       | 台湾           | 『巫言』               |                                                                         |
| 第2回 2008年  | 審査員賞   | 王安憶       | 中国           | 『啓蒙時代』           |                                                                         |
| 第2回 2008年  | 最終候補作 | 張煒         | 中国           | 『刺猬歌』             |                                                                         |
| 第2回 2008年  | 最終候補作 | 鉄凝         | 中国           | 『笨花』               |                                                                         |
| 第2回 2008年  | 最終候補作 | 曹乃謙       | 中国           | 『到黒夜想你沒辦法』   | 杉本万里子訳『闇夜におまえを思ってもどうにもならない』2016年11月 論創社 |
| 第3回 2010年  | 最優秀賞   | 駱以軍       | 台湾           | 『西夏旅館』           |                                                                         |
| 第3回 2010年  | 審査員賞   | 李永平       | 台湾           | 『大河尽頭』上巻       |                                                                         |
| 第3回 2010年  | 審査員賞   | 刁斗         | 中国           | 『我哥刁北年表』       |                                                                         |
| 第3回 2010年  | 審査員賞   | 畢飛宇       | 中国           | 『推拿』               | 飯塚容訳『ブラインド・マッサージ』2016年8月 白水社                      |
| 第3回 2010年  | 最終候補作 | 張翎         | カナダ         | 『金山』               |                                                                         |
| 第3回 2010年  | 最終候補作 | 韓麗珠       | 香港           | 『灰花』               |                                                                         |
| 第4回 2012年  | 最優秀賞   | 王安憶       | 中国           | 『天香』               |                                                                         |
| 第4回 2012年  | 審査員賞   | 賈平凹       | 中国           | 『古炉』               |                                                                         |
| 第4回 2012年  | 審査員賞   | 閻連科       | 中国           | 『四書』               | 桑島道夫訳『四書』2023年1月 岩波書店                                    |
| 第4回 2012年  | 審査員賞   | 格非         | 中国           | 『春尽江南』           |                                                                         |
| 第4回 2012年  | 最終候補作 | 黎紫書       | マレーシア     | 『告別的年代』         |                                                                         |
| 第4回 2012年  | 最終候補作 | 厳歌苓       | アメリカ合衆国 | 『陸犯焉識』           | 鄭重訳『妻への家路』2015年3月 角川書店                                  |
| 第5回 2014年  | 最優秀賞   | 黄碧雲       | 香港           | 『烈佬伝』             |                                                                         |
| 第5回 2014年  | 審査員賞   | 閻連科       | 中国           | 『炸裂志』             | 泉京鹿訳『炸裂志』2016年11月 河出書房新社                               |
| 第5回 2014年  | 審査員賞   | 蘇童         | 中国           | 『黄雀記』             |                                                                         |
| 第5回 2014年  | 最終候補作 | 韓少功       | 中国           | 『日夜書』             |                                                                         |
| 第5回 2014年  | 最終候補作 | 劉震雲       | 中国           | 『我不是潘金蓮』       | 水野衛子訳『わたしは潘金蓮じゃない』2016年8月 彩流社                    |
| 第5回 2014年  | 最終候補作 | 葉広芩       | 中国           | 『状元媒』             |                                                                         |
| 第6回 2016年  | 最優秀賞   | 閻連科       | 中国           | 『日熄』               | 泉京鹿・谷川毅訳『太陽が死んだ日』2022年9月 河出書房新社                |
| 第6回 2016年  | 審査員賞   | 甘耀明       | 台湾           | 『邦査女孩』           |                                                                         |
| 第6回 2016年  | 審査員賞   | 徐則臣       | 中国           | 『耶路撒冷』           |                                                                         |
| 第6回 2016年  | 最終候補作 | 陳冠中       | 香港           | 『建豊二年』           |                                                                         |
| 第6回 2016年  | 最終候補作 | 呉明益       | 台湾           | 『単車失窃記』         | 天野健太郎訳『自転車泥棒』2018年11月 文藝春秋                           |
| 第6回 2016年  | 最終候補作 | 遅子建       | 中国           | 『群山之巓』           |                                                                         |
| 第7回 2018年  | 最優秀賞   | 劉慶         | 中国           | 『唇典』               |                                                                         |
| 第7回 2018年  | 審査員賞   | 連明偉       | 台湾           | 『青蚨子』             |                                                                         |
| 第7回 2018年  | 審査員賞   | 格非         | 中国           | 『望春風』             |                                                                         |
| 第7回 2018年  | 最終候補作 | 劉震雲       | 中国           | 『吃瓜時代的児女們』   | 水野衛子訳『ネット狂詩曲』2018年8月 彩流社                              |
| 第7回 2018年  | 最終候補作 | 王定国       | 台湾           | 『昨日雨水』           |                                                                         |
| 第7回 2018年  | 最終候補作 | 張翎         | カナダ         | 『労燕』               |                                                                         |
| 第8回 2020年  | 最優秀賞   | 張貴興       | 台湾           | 『野猪渡河』           |                                                                         |
| 第8回 2020年  | 審査員賞   | 阿来         | 中国           | 『雲中記』             |                                                                         |
| 第8回 2020年  | 審査員賞   | 駱以軍       | 台湾           | 『匡超人』             |                                                                         |
| 第8回 2020年  | 審査員賞   | 董啓章       | 香港           | 『愛妻』               |                                                                         |
| 第8回 2020年  | 最終候補作 | 西西         | 香港           | 『織巣』               |                                                                         |
| 第8回 2020年  | 最終候補作 | 胡晴舫       | 台湾           | 『群島』               |                                                                         |
| 第9回 2022年  | 最優秀賞   | 甘耀明       | 台湾           | 『成為真正的人』       | 白水紀子訳『真の人間になる』2023年8月 白水社                            |
| 第9回 2022年  | 審査員賞   | 董啓章       | 香港           | 『後人間喜劇』         |                                                                         |
| 第9回 2022年  | 審査員賞   | 陳冠中       | 香港           | 『北京零公里』         |                                                                         |
| 第9回 2022年  | 審査員賞   | 閻連科       | 中国           | 『中国故事』           | 飯塚容訳『中国のはなし 田舎町で聞いたこと』2023年12月 河出書房新社      |
| 第9回 2022年  | 最終候補作 | 閻連科       | 中国           | 『心経』               | 飯塚容訳『心経』2021年7月 河出書房新社                                  |
| 第9回 2022年  | 最終候補作 | 陳耀昌       | 台湾           | 『島之曦』             |                                                                         |
| 第10回 2024年 | 最優秀賞   | 葛亮         | 香港           | 『燕食記』             |                                                                         |
| 第10回 2024年 | 審査員賞   | 顧玉玲       | 台湾           | 『余地』               |                                                                         |
| 第10回 2024年 | 審査員賞   | 林白         | 中国           | 『北流』               |                                                                         |
| 第10回 2024年 | 最終候補作 | 閻連科       | 中国           | 『聊斎本紀』           | 谷川毅訳『聊斎本紀』2025年5月 河出書房新社                              |
| 第10回 2024年 | 最終候補作 | 鍾文音       | 台湾           | 『木涙』               |                                                                         |
| 第10回 2024年 | 最終候補作 | 喬葉         | 中国           | 『宝水』               |                                                                         |